# 陳沛良
陳沛良（英語：Chan Pui-leung，1959年—），現任香港立法會議員（選舉委員會），香港保險業聯會及屬下大中華事務委員會前主席，現為中國太平保險（香港）總經理。他在2021年參選立法會選舉，以選舉委員會界別當選人身份首次晉身立法會。

## 背景

### 事業發展
陳沛良早年在九龍深水埗長大，1971年小六畢業後升讀香島中學，並在1976年完成中五年級學業。他後來在1977年投身保險業，加入中國太平保險，多年來擔任公司的管理層，1998年取得香港大學工商管理碩士學位。現任中國太平保險（香港）有限公司總經理的他，負責管理該中資企業的業務發展項目。此前於2001年6月出任民安保險（2006年成為民安（控股），2009年更名為中國太平保險（香港））副總經理，主管展業部門。
2018年，陳沛良當選香港保險業聯會主席。他除了是英國特許市務學會會員，亦身兼香港汽車保險局及僱員補償聯保計劃管理局主席、保險公司（僱員補償）無力償債管理局委員、保險投訴局理事、香港貿易發展局金融服務顧問委員會委員、香港中華總商會選任會董、香港中華出入口商會常務會董、資歷架構保險行業培訓諮詢委員會委員以及職業安全健康局「職安健星級企業 ─ 裝修及維修業安全認可計劃」督導委員會及
審批小組成員。

### 涉足政壇
2006年，陳沛良踏足政界，參與香港選舉委員會界別分組選舉，以香港中國企業協會委員身份自動當選。往後一直在2011年、2016年及2021年的選舉委員會界別分組選舉中繼續當選。及後於2017年，他獲委任為中國人民政治協商會議西安市第十四屆委員會委員，2022年續任政協委員一職。
2021年，陳沛良以獨立人士身份報名參選2021年香港立法會選舉，結果以1205票當選選舉委員會界別議員。2022年1月因在洪為民生日派對事件中，曾到訪有新型冠狀病毒確診者出席的場合而需要被送到竹篙灣檢疫中心隔離21天，最終改為自行接受居家隔離。

## 個人生活
陳沛良已婚，婚後與妻子育有女兒。

## 參與節目
- 2018年　意外現場（無綫電視）
- 2021年　選委界別分組面面觀（嘉賓；香港電台）[29]
- 2022年　立法群英再出發（嘉賓；港台電視31）

## 外部連結
- 陳沛良的Facebook專頁
- 職訓局夥業界 栽培保險後勤，東方日報，2015年2月24日 （页面存档备份，存于）